# Довольна
«Довольна» — студийный альбом белорусской рок-группы «Naka», самостоятельно выпущенный в апреле 2013 года. Записанная на собранные краунфандингом средства пластинка была презентована на сцене минского клуба «RE:Public» 25 апреля 2013 года.

## Список композиций
| №   | Название                                         | Текст песни          | Музыка                     | Длительность |
| --- | ------------------------------------------------ | -------------------- | -------------------------- | ------------ |
| 1.  | «Обочины»                                        | Анастасия Шпаковская | Анастасия Шпаковская, Naka | 5:40         |
| 2.  | «Во чреве кита»                                  | Анастасия Шпаковская | Анастасия Шпаковская, Naka | 3:44         |
| 3.  | «Мой милый»                                      | Анастасия Шпаковская | Анастасия Шпаковская, Naka | 3:07         |
| 4.  | «Клочьями»                                       | Анастасия Шпаковская | Анастасия Шпаковская, Naka | 4:38         |
| 5.  | «За минуту до взрыва»                            | Анастасия Шпаковская | Анастасия Шпаковская, Naka | 3:50         |
| 6.  | «Всех забрали»                                   | Анастасия Шпаковская | Анастасия Шпаковская, Naka | 4:05         |
| 7.  | «Так просто»                                     | Анастасия Шпаковская | Анастасия Шпаковская, Naka | 3:46         |
| 8.  | «Мало тебя»                                      | Анастасия Шпаковская | Анастасия Шпаковская, Naka | 4:35         |
| 9.  | «Ложь»                                           | Анастасия Шпаковская | Анастасия Шпаковская, Naka | 6:42         |
| 10. | «Пагоня»                                         | Анастасия Шпаковская | Анастасия Шпаковская, Naka | 4:46         |
| 11. | «Собирайтесь»                                    | Анастасия Шпаковская | Анастасия Шпаковская, Naka | 3:07         |
| 12. | «Довольна»                                       | Анастасия Шпаковская | Анастасия Шпаковская, Naka | 2:53         |
| 13. | «Пагоня (feat. Ян Маузер)» (бонус-трек)          | Анастасия Шпаковская | Анастасия Шпаковская, Naka | 4:40         |
| 14. | «У баі (feat. Дмитрий Войтюшкевич)» (бонус-трек) | Анастасия Шпаковская | Анастасия Шпаковская, Naka | 4:59         |

## Участники
| Naka: - Анастасия Шпаковская — вокал. - Сергей Щурко — гитара. - Дмитрий Рыбаков — ударные. - Валерий Позняк — бас-гитара. - Ирина Клименко — клавишные, рояль. Приглашённые музыканты: - Дмитрий Кукс — жалейка (10, 13). - Ян Маузер — вокал (13). - Дмитрий Войтюшкевич — вокал (14). - Андрей Бочков — бас-гитара (13, 14). - Павел Трипуть — гитара (13, 14). - Артем Грошиков — альт (7). | Производство: - Анатолий Шманай, студия «Vintage Mixing» — запись и сведение (1-12). - Глеб Железный — запись и сведение (13-14). - Сергей Большаков, студия «Parametrica» — мастеринг. - Александр Фишкин — художник-дизайнер. - Иван Бессер — фотограф. |  |

## Конфликт с критиками
В ответ на смешанную рецензию Еврорадио участники группы разразились «нецензурной бранью в адрес» её автора, что отмечалось в расследовании инцидента Александра Чернухо с портала «Ultra-music.com» с привлечением юристов, а также в статье Павла Свердлова с kyky.org